# Hrîhorivka, Kobeleakî
Hrîhorivka (în ucraineană Григорівка) este un sat în comuna Dașkivka din raionul Kobeleakî, regiunea Poltava, Ucraina.

## Demografie
Componența lingvistică a localității Hrîhorivka
     Ucraineană (91,18%)
     Rusă (8,82%)
Conform recensământului din 2001, majoritatea populației localității Hrîhorivka era vorbitoare de ucraineană (91,18%), existând în minoritate și vorbitori de rusă (8,82%).